# Miguel de Oliveira
Miguel de Oliveira (ur. 30 września 1947 w São Paulo, zm. 15 października 2021 tamże) – brazylijski pięściarz, w 1975 mistrz świata organizacji World Boxing Council (WBC) w wadze lekkośredniej.

## Życiorys
Urodził się 30 września 1947 w São Paulo w Brazylii. W 1968 przeszedł na zawodowstwo. 7 maja 1975 został mistrzem świata organizacji World Boxing Council w wadze lekkośredniej jednogłośną decyzją sędziów w walce przeciwko Jose Manuelowi Duranowi stoczonej na Stade Louis II w Monte Carlo w Monako. Stracił pas w swojej pierwszej obronie po przegranej walce z Elishą Obedem.
Zmarł 15 października 2021 na raka trzustki.